# Сарагоса (Пуэбла)
Сарагоса (исп. Zaragoza) — посёлок в Мексике, штат Пуэбла, входит в состав одноимённого муниципалитета и является его административным центром. Численность населения, по данным переписи 2020 года, составила 11 487 человек.

## Общие сведения
Название Zaragoza дано основателями поселения, которые были родом из одноимённого города в Испании.
Они прибыли в эти места в 1880 году для основания предприятий по заготовке леса. В 1898 году была построена железнодорожная станция, получившая тоже название.

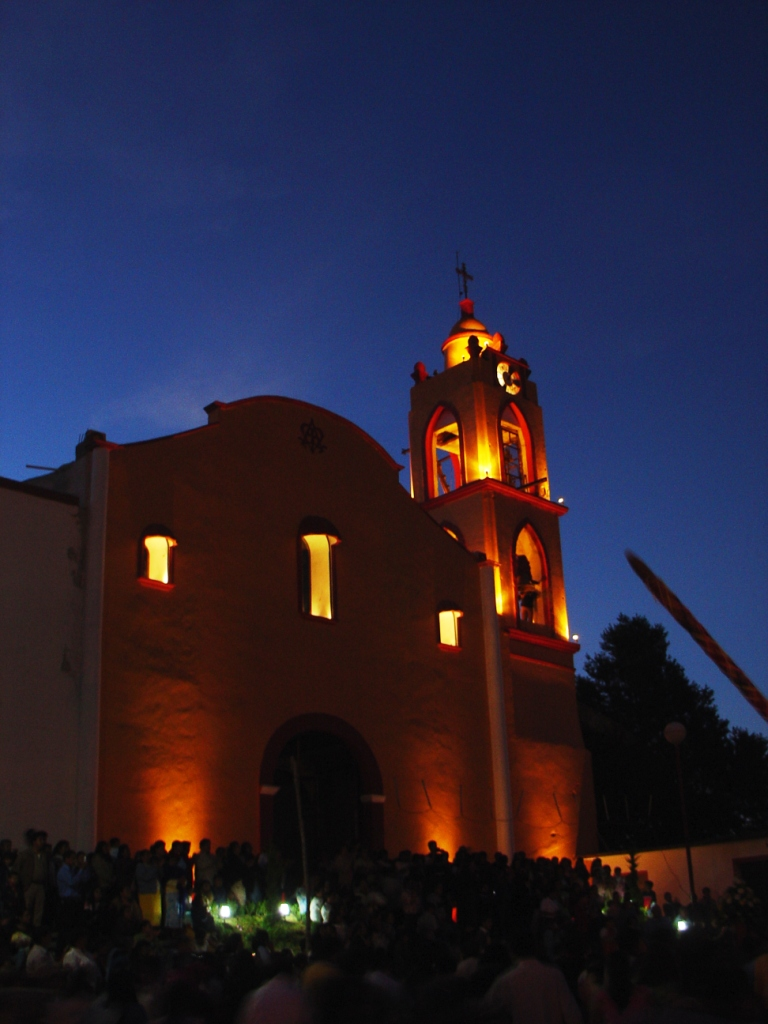
Церковь